# Lloyd Nolan
Lloyd Benedict Nolan (San Francisco, 11 agosto 1902 – Los Angeles, 27 settembre 1985) è stato un attore statunitense.

## Biografia
Dopo aver esordito sul palcoscenico, dove fu attivo fin dal 1927, Nolan debuttò sul grande schermo nel 1935 nel film La pattuglia dei senza paura di William Keighley. Tra la seconda metà degli anni trenta e la prima metà degli anni quaranta interpretò film di vario genere, come i western I cavalieri del Texas (1936) di King Vidor e Un mondo che sorge (1937) di Frank Lloyd, e pellicole di genere bellico come Bataan (1943) di Tay Garnett e Guadalcanal (1943) di Lewis Seiler.
Nello stesso periodo fu protagonista di una fortunata serie prodotta dalla Twentieth Century Fox Film Corporation e incentrata sul personaggio dell'investigatore Michael Shayne. Nolan interpretò il ruolo dell'investigatore in sette pellicole, tra cui Michael Shayne e l'enigma della maschera (1941) e Michael Shayne e le false monete (1942). Nell'immediato dopoguerra, Nolan apparve in alcune pellicole di genere noir dalle ambientazioni suggestive e realistiche, come La casa della 92ª strada (1945) di Henry Hathaway, Il bandito senza nome (1946) di Joseph L. Mankiewicz, Una donna nel lago (1947) di Robert Montgomery, Strada senza nome (1948) di William Keighley.
Dagli anni cinquanta l'attore apparve sullo schermo prevalentemente in drammi come Un cappello pieno di pioggia (1957) e I peccatori di Peyton (1957), e in film d'avventura come L'isola nel cielo (1953) e Soli nell'infinito (1956). Fu molto attivo in televisione, fin dall'inizio del decennio, in serie come Martin Kane, Private Eye (1951-1952), e Special Agent 7 (1958-1959). Tra i suoi maggiori successi sul piccolo schermo, da ricordare la sitcom Giulia (1968-1971), in cui interpretò il ruolo di un medico, il dottor Morton Chegley, presso il cui studio lavora la protagonista della serie, Julia Baker (interpretata da Diahann Carroll).
Dopo aver diradato le proprie apparizioni cinematografiche durante gli anni settanta, Nolan chiuse la carriera con il film Hannah e le sue sorelle (1986) di Woody Allen, in cui lui e Maureen O'Sullivan interpretarono i genitori della protagonista (Mia Farrow). Morì nel 1985 nella sua casa a Brentwood e venne sepolto al Westwood Village Memorial Park Cemetery di Los Angeles.

## Filmografia parziale

### Cinema
- La pattuglia dei senza paura (G-Men), regia di William Keighley (1935)
- Stolen Harmony, regia di Alfred L. Werker (1935)
- Atlantic Adventure, regia di Albert S. Rogell (1935)
- Il domatore di donne (She Couldn't Take It), regia di Tay Garnett (1935)
- One-Way Ticket, regia di Herbert Biberman (1935)
- You May be the Next, regia di Albert S. Rogell (1936)
- Il peccato di Lilian Day (Lady of Secrets), regia di Marion Gering (1936)
- Occhioni scuri (Big Brown Eyes), regia di Raoul Walsh (1936)
- Devil's Squadron, regia di Erle C. Kenton (1936)
- Falsari alla sbarra (Counterfeit), regia di Erle C. Kenton (1936)
- I cavalieri del Texas (The Texas Rangers), regia di King Vidor (1936)
- L'ultima partita (Fifteen Maiden Lane), regia di Allan Dwan (1936)
- La figlia perduta (Internes Can't Take Money), regia di Alfred Santell (1937)
- King of Gamblers, regia di Robert Florey (1937)
- Exclusive, regia di Alexander Hall (1937)
- L'isola delle perle (Ebb Tide), regia di James P. Hogan (1937)
- Every Day's a Holiday, regia di A. Edward Sutherland (1937)
- Un mondo che sorge (Wells Fargo), regia di Frank Lloyd (1937)
- Dangerous to Know, regia di Robert Florey (1938)
- Tip-Off Girls, regia di Louis King (1938)
- Hunted Men, regia di Louis King (1938)
- Prison Farm, regia di Louis King (1938)
- King of Alcatraz, regia di Robert Florey (1938)
- Ambush, regia di Kurt Neumann (1939)
- St. Louis Blues, regia di Raoul Walsh (1939)
- Undercover Doctor, regia di Louis King (1939)
- The Magnificent Fraud, regia di Robert Florey (1939)
- The Man Who Wouldn't Talk, regia di David Burton (1940)
- L'isola degli uomini perduti (The House Across the Bay), regia di Archie Mayo (1940)
- Il prigioniero (Johnny Apollo), regia di Henry Hathaway (1940)
- Gangs of Chicago, regia di Arthur Lubin (1940)
- The Man I Married, regia di Irving Pichel (1940)
- Pier 13, regia di Eugene Forde (1940)
- The Golden Fleecing, regia di Leslie Fenton (1940)
- Charter Pilot, regia di Eugene Forde (1940)
- Michael Shayne, investigatore privato (Michael Shayne, Private Detective), regia di Eugene Forde (1940)
- Behind the News, regia di Joseph Santley (1940)
- Mr. Dynamite, regia di John Rawlins (1941)
- Sleepers West, regia di Eugene Forde (1941)
- Michael Shayne e l'enigma della maschera (Dressed to Kill), regia di Eugene Forde (1941)
- Buy Me That Town, regia di Eugene Forde (1941)
- Blues in the Night, regia di Anatole Litvak (1941)
- Steel Against the Sky, regia di A. Edward Sutherland (1941)
- Blue, White and Perfect, regia di Herbert I. Leeds (1942)
- The Man Who Wouldn't Die, regia di Herbert I. Leeds (1942)
- It Happened in Flatbush, regia di Ray McCarey (1942)
- Michael Shayne va a Broadway (Just Off Broadway), regia di Herbert I. Leeds (1942)
- Manila Calling, regia di Herbert I. Leeds (1942)
- Apache Trail, regia di Richard Thorpe (1942)
- Michael Shayne e le false monete (Time to Kill), regia di Herbert I Leeds (1942)
- Bataan, regia di Tay Garnett (1943)
- Don't Be a Sucker - cortometraggio (1943)
- Guadalcanal (Guadalcanal Diary), regia di Lewis Seiler (1943)
- Resisting Enemy Interrogation (1944)
- Un albero cresce a Brooklyn (A Tree Grows in Brooklyn), regia di Elia Kazan (1945)
- Circumstantial Evidence, regia di John Larkin (1945)
- Capitano Eddie (Captain Eddie), regia di Lloyd Bacon (1945)
- La casa della 92ª strada (The House on 92nd Street), regia di Henry Hathaway (1945)
- Il bandito senza nome (Somewhere in the Night), regia di Joseph L. Mankiewicz (1946)
- La taverna dei quattro venti (Two Smart People), regia di Jules Dassin (1946)
- Una donna nel lago (Lady in the Lake), regia di Robert Montgomery (1947)
- Corsari della terra (Wild Harvest), regia di Tay Garnett (1947)
- I verdi pascoli del Wyoming (Green Grass of Wyoming), regia di Louis King (1948)
- Strada senza nome (The Street with No Name), regia di William Keighley (1948)
- Primavera di sole (The Sun Comes Up), regia di Richard Thorpe (1949)
- Gioventù spavalda (Bad Boy), regia di Kurt Neumann (1949)
- Il gigante di New York (Easy Living), regia di Jacques Tourneur (1949)
- Il ratto delle zitelle (The Lemon Drop Kid), regia di Sidney Lanfield (1951)
- L'isola nel cielo (Island in the Sky), regia di William A. Wellman (1953)
- Crazylegs, regia di Francis D. Lyon (1953)
- L'ultima caccia (The Last Hunt), regia di Richard Brooks (1956)
- Santiago, regia di Gordon Douglas (1956)
- Soli nell'infinito (Toward the Unknown), regia di Mervyn LeRoy (1956)
- La settima onda (Seven Waves Away), regia di Richard Sale (1957)
- Un cappello pieno di pioggia (A Hatful of Rain), regia di Fred Zinnemann (1957)
- I peccatori di Peyton (Peyton Place), regia di Mark Robson (1957)
- Ritratto in nero (Portrait in Black), regia di Michael Gordon (1960)
- Ragazza per un'ora (Girl of the Night), regia di Joseph Cates (1960)
- Qualcosa che scotta (Susan Slade), regia di Delmer Daves (1961)
- We Joined the Navy, regia di Wendy Toye (1963)
- Cacciatori di donne (The Girl Hunters), regia di Roy Rowland (1963)
- Il circo e la sua grande avventura (Circus World), regia di Henry Hathaway (1964)
- Never Too Late, regia di Bud Yorkin (1965)
- Vivi e lascia morire (An American Dream), regia di Robert Gist (1966)
- Doppio bersaglio (The Double Man), regia di Franklin J. Schaffner (1967)
- Il sergente Ryker (Sergeant Ryker), regia di Buzz Kulik (1968)
- Base artica Zebra (Ice Station Zebra), regia di John Sturges (1968)
- Airport, regia di George Seaton (1970)
- Terremoto (Earthquake), regia di Mark Robson (1974)
- The Sky's the Limit, regia di Tom Leetch (1975)
- The Private Files of J. Edgar Hoover, regia di Larry Cohen (1977)
- My Boys Are Good Boys, regia di Bethel Buckalew (1978)
- Galyon, regia di Ivan Tors (1980)
- Prince Jack, regia di Bert Lovitt (1985)
- Hannah e le sue sorelle (Hannah and Her Sisters), regia di Woody Allen (1986)

### Televisione
- Martin Kane, Private Eye – serie TV, 7 episodi (1951-1952)
- Climax! – serie TV, episodio 2x05 (1955)
- Carovane verso il West (Wagon Train) – serie TV, 1 episodio (1959)
- Special Agent 7 – serie TV, 25 episodi (1958-1959)
- Papà ha ragione (Father Knows Best) – serie TV, 1 episodio (1959)
- Gli intoccabili (The Untouchables) – serie TV, 1 episodio (1959)
- Westinghouse Desilu Playhouse – serie TV, episodio 2x03 (1959)
- Bonanza – serie TV, episodio 1x24 (1960)
- I racconti del West (Zane Grey Theater) – serie TV, 2 episodi (1958-1960)
- Laramie – serie TV, 3 episodi (1959-1962)
- General Electric Theater – serie TV, episodi 10x08-10x12 (1961)
- Bus Stop – serie TV, episodio 1x06 (1961)
- Outlaws – serie TV, episodio 2x15 (1962)
- The Dick Powell Show – serie TV, episodio 2x01 (1962)
- Indirizzo permanente (77 Sunset Strip) – serie TV, 3 episodi (1963)
- La grande avventura (The Great Adventure) – serie TV, episodi 1x02-1x03 (1963)
- Il virginiano (The Virginian) – serie TV, 3 episodi (1963-1967)
- I sentieri del west (The Road West) – serie TV, episodio 1x18 (1967)
- The Danny Thomas Hour – serie TV, episodio 1x15 (1968)
- Giulia (Julia) – serie TV, 86 episodi (1968-1971)
- Ellery Queen – serie TV, episodio 1x13 (1976)
- Una famiglia americana (The Waltons) – serie TV, 1 episodio (1978)
- Valentine, regia di Lee Philips – film TV (1979)
- Un detective dal Paradiso (It Came Upon the Midnight Clear), regia di Peter H. Hunt – film TV (1984)
- La signora in giallo (Murder, She Wrote) – serie TV, episodio 2x03 (1985)

## Doppiatori italiani
Nelle versioni in italiano delle opere in cui ha recitato, Lloyd Nolan è stato doppiato da:
- Gualtiero De Angelis ne I cavalieri del Texas, Santiago, Soli nell'infinito, Un cappello pieno di pioggia, Qualcosa che scotta
- Emilio Cigoli in Corsari della terra, Strada senza nome, I peccatori di Peyton, Ragazza per un'ora
- Bruno Persa in Capitano Eddie, L'ultima caccia, Base artica Zebra
- Lauro Gazzolo in Bataan, Il gigante di New York
- Michele Kalamera nei doppiaggi tardivi di Michael Shayne, investigatore privato e Michael Shayne e l'enigma della maschera
- Mario Ferrari in Un mondo che sorge
- Stefano Sibaldi ne La pattuglia dei senza paura (riedizione)
- Renato Turi in Primavera di sole
- Gino Baghetti in Ritratto in nero
- Pino Colizzi in Airport
- Mimmo Palmara in Giulia
- Ettore Conti in Valentine
- Giuseppe Fortis in Ellery Queen
- Giampiero Albertini in Hannah e le sue sorelle
- Manlio Guardabassi ne La signora in giallo

## Premi e riconoscimenti
- 1 Emmy Award 1956 come miglior attore protagonista in una miniserie o film per Ford Star Jubilee episodio The Caine Mutiny Court-Martial
- Stella alla Hollywood Walk of Fame (Televisione), 1752 Vine Street